# Осинівка (Черняховський район)
Осинівка (рос. Осиновка) — селище Черняховського району, Калінінградської області Росії. Входить до складу Свободненського сільського поселення.
Населення —  18 осіб (2015 рік). 

## Населення
| 2002 | 2010 |
| ---- | ---- |
| 14   | ↗18  |